# イザベラ・ディオニシオ
イザベラ・ディオニシオ（英: Isabella Dionisio、1980年 - ）は、イタリア出身の翻訳家である。著書に『平安女子は、みんな必死で恋してた イタリア人がハマった日本の古典』などがある。現在は、日本で古典文学研究を行う傍らで、イタリア語・英語の翻訳者・翻訳プロジェクトマネージャー/翻訳コーディネーターとして活動している。

## 経歴
1980年にイタリアで生まれた。本人曰く学生時代から文学オタクで、高校生時代には中世イタリアの詩人ダンテ・アリギエーリの作品に夢中になっていた。当時は平仮名・片仮名もままならない状態であったにもかかわらず、ヴェネツィア大学の東洋言語学専攻日本語日本文学コースに入学し、大学1年生のときにシラバスに組み込まれていた『古事記』『日本書紀』『万葉集』『日本霊異記』『古今和歌集』『竹取物語』などを始めとした古典文学と出会い、日本の古典文学研究を始めた。2005年に来日し、2009年にお茶の水女子大学大学院の比較社会文化学日本語日本文学コースで修士課程を修了した。大学院では小説家の森茉莉を研究した。大学卒業後は主に産業翻訳・技術翻訳を扱う翻訳会社に勤めている。2020年6月に著書『平安女子は、みんな必死で恋してた イタリア人がハマった日本の古典』を刊行した。彼女が行なった古典文学の訳は「イザベラ流超訳」と称されている。

## 書籍一覧
- 『平安女子は、みんな必死で恋してた イタリア人がハマった日本の古典』（2020年6月26日、淡交社、ISBN 978-4-473-04407-5）[10]
- 『女を書けない文豪たち イタリア人が偏愛する日本近現代文学』（2022年10月28日、KADOKAWA、ISBN 9784041122037 [11]
- 『悩んでもがいて、作家になった彼女たち　イタリア人が語る日本の近現代文学』（2023年8月31日、淡交社、ISBN：978-4-473-04565-2）[12]

## 出演
- 『SUNSTAR WEEKEND JOURNEY』（2019年5月12日、ゲスト）[13]
- 『マイあさ!』（2021年4月17日より、コーナー「土曜古典さんぽ」にレギュラーゲストとして出演）[14]